# Cyrtopogon meyerduerii
Cyrtopogon meyerduerii är en tvåvingeart som beskrevs av Josef Mik 1864. Cyrtopogon meyerduerii ingår i släktet Cyrtopogon och familjen rovflugor. Inga underarter finns listade i Catalogue of Life.